# Мірко Дмитрій Петрович-Негош
Принц Мірко Дмитрій Петрович-Негош, Великий воєвода Грахова і Зети (17 квітня 1879, Цетинє— 2 березня 1918,Відень)  дев'ята дитина та другий син чорногорського князя, а з 1910 року короля, Ніколи І і його дружини Мілени Вукотич.
Був членом чорногорської королівської династії, на короткий час став головою дому Петровичів-Негошів. Претендував на сербський престол.

## Дитинство і освіта
Князь Мірко народився 17 квітня 1879 в головному королівському палаці в Цетинє. 28 квітня того ж року був похрещений, його хрещеним батьком був грецький король Георг I. Його дитинство в Цетинє було дуже щасливе. Він ріс разом з своїми братами і сестрами і був з дитинства дуже талановитим і яскравим хлопчиком.
Здобув освіту в Цетинє у місцевому військовому училищі, какож вивчав право в Греції. Згодом вступив у військову академію в Трієсті.

## Шлюб і діти
Після навчання в Трієсті Мірко познайомився з Наталією Костантинович з сербської королівської династії. Вони відразу ж почали листуватися. Під час державного візиту до Франції в 1900 році в Ніцці Мірко зустрівся з Наталією і одразу зізнався в коханні. Майже відразу ж запитав у батька (тоді принца) Ніколи I дозволу на заручини і благословення. Нікола I розумів, що цей шлюб у майбутньому забезпечить можливість їхній династії посісти сербський престол.

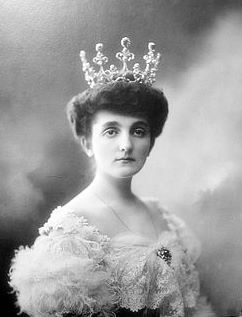
Наталія Костянтинович, принцеса Чорногорська, у 1905 році в Празі

Покійна дочка короля Ніколи І Зорька була одружена з іншим претендентом на сербський престол із династії Карагергієвичів. Ніхто не міг повірити, що король Олександр, який з підозрою ставиться до кожної дії, добре поставиться до шлюбу Мірко і Наталії.
Принц Нікола І дав свою згоду, попросивши лише зберігати плани про весілля у таємниці. Його мотиви часто обговорюються, чи був це стратегічний хід, поставити свого сина на сербський престол, незважаюч на те, що чоловік покійної дочки вважав себе законним претендентом? Кілька міністрів князя Ніколи з підозрою ставилися до цього шлюбу, Сімо Попович не вірив, що між Мірко і Наталією є почуття, а вважав, що цей шлюб одна із складних схем Ніколи І.
Батько і син домовилися тримати свої плани у таємниці, і князь Нікола І вирішив скористатися своїм візитом до Сант-Петербургу у листопаді 1901, щоб отримати схвалення царя Миколи II. Цей візит тримався також у таємниці. Головною метою було обговорення військового питання, хоча не виключено, що говорилося і про можливість Мірко посісти сербський трон.
Міністр закордонних справ Гавро Вукочич переконав князя Ніколу, що краще безпосередньо звернутися до царя Олександра Обреновича стосовно шлюбу. І в лютому 1902 у Белграді він зустрівся із міністром закордонних справ Сербії, який погодився представити королю одруження Мірко з Наталією як шлюб по любові.
Відповідь короля Олександра був несхвальна, але він все ж пішов на поступки:
|  | "Скажи князю Ніколі пробачити мене за чесну відповідь, я повинен визнати, що цей шлюб не буде приємний для мене. Єдине, що я можу обіцяти, це залишатися байдужим до закоханої пари... наші сімейні узи розірвані назавжди, тому що сім'я Карагеоргієвичів навіки образила мене і королеву ... Я тільки благаю принца Ніколу, брате мій, тримати пару подалі від мого зору...Ваш Мірко з'являється в пресі часто. Він навіть заявляє, що є претендентом на сербський престол. Ні я, ні мій народ не може зрозуміти, за яким правом він може навіть мріяти про сербський трон ...Ось чому я прошу принца,захистити мене від своїх газетних історій". |

Гавро Вукотіч був радий, що король прийняв неминучість шлюбу, але навряд чи міг гарантувати, що змусить замовкнути пресу і порадив королю просто ігнорувати її. Відповідь короля Олександра була досить влучною і проникливою: «Це було б добре, якби можна було залишитися байдужим перед обличчям громадської думки. Але громадська думка сьогодні має таку силу яка б дорівнювала англійському флоту і її слід розглядати найсерйознішим чином!»
Мірко Петрович-Негош і Наталія Костянтинович одружилися у 1902 році. Весільна церемонія відбулася 25 липня 1902 в Чорногорській Православній Церкві Баіч в Цетинє. На весіллі були присутні деякі важливі гості з-за кордону — російський великий князь Петро Михайлович, грецький принц Георг Крістофер.
У шлюбі князя Мірко і Наталії, яка стала чорногорською принцесою, народилося п'ятеро дітей:
- Стеван (1903–1908)
- Станіслав (1905–1907)
- Михайло (1908–1986) — глава династії Петровичей-Негошей, претендент на трон Чорногорії.
- Павло (1910–1933)
- Еманнуїл (1912–1928)[3]

Серйозним ударом по сім'ї стала смерть двох старших синів ще в ранньому дитинстві від туберкульозу. Третій їхній син Михайло, після зречення наслідного принца Данила, у віці 13-и років став головою королівського двору Петровичів і претендентом на трон.
У 1916 році королівській сім'ї Чорногорії довелося відправитися у вигнання, через рік Сербія і Чорногорія були анексовані. В 1918 уряд Чорногорії позбавив династію Петрович-Негош права на престол.

## Сербський престол
Оскільки дружина князя Мірко була онукою Олександра Костянтиновича, який одружився в 1842 році з Анке (Ганною) Обренович, що походила з сербського княжого і королівського дому Обреновичів,— була досягнута домовленість з сербським урядом про те, що князь Мірко буде проголошений спадковим принцом Сербії в разі, якщо шлюб короля Олександра Обреновича і королеви Драги виявиться бездітним.
Втім, в 1903 році князь Мірко втратив навіть теоретичний шанс зійти на сербський престол — внаслідок подій, що трапилися в той же рік — вбивства Олександра і Драги та коронування Петра Карагеоргійовича — колишнього зятя князя Мірко.
У 1911 році Мірко і Наталія вступили в таємне товариство «Чорна рука» («Єдність або смерть»), яке ставило за мету об'єднати всіх сербів на Балканах (особливо, які перебували у складі Австро-Угорщини). Парадокс ситуації полягав у тому, що кістяк «Чорної руки» складали старі вороги княжого і королівського дому Обренович.

## Останні роки життя
21 січня 1916 австро-німецькі війська окупували Чорногорію. Король Нікола I, разом з усією своєю сім'єю, покинув Батьківщинну і переїхав до Франції. У 1917 році князь Мірко офіційно розлучився зі своєю дружиною, переїхав з Парижа до Відня, де оселився неподалік від королівського палацу Гофбург і помер в наступному, 1918 році (не виключено, що був отруєний). Незабаром після смерті Мірка, його десятирічний син Принц Михайло переїхав з матір'ю з Відня до Парижа, де його вихованням зайнялися члени Чорногорської Королівської родини. У 1921 році, після смерті короля-вигнанця Ніколи I і незабаром після загадкового зречення наслідного принца Данила III, тринадцятирічний Принц Михайло став головою дому Петровичів-Негошів.